# Rhipidura albiscapa
Rhipidura albiscapa là một loài chim trong họ Rhipiduridae.